# Drapelul Angliei
Drapelul Angliei este de fapt Crucea Sfântului Gheorghe pe un dreptunghi alb.  Crucea orizontală de culoare roșie a apărut ca o emblemă a Angliei în timpul Evului Mediu și al cruciadelor, fiind una dintre cele mai vechi reprezentări cunoscute ale țării.  A devenit drapel național în secolul al 16-lea. 
Sfântul Gheorghe  a devenit sfântul patron al Angliei în secolul al 13-lea, dar legenda uciderii dragonului datează din secolul anterior. 